# Gratallops
Gratallops település Spanyolországban, Tarragona tartományban. Gratallops La Vilella Baixa, La Vilella Alta, Torroja del Priorat, Porrera, Falset, Bellmunt del Priorat, El Molar és El Lloar községekkel határos. Lakosainak száma 229 fő (2024).

## Népesség
A település népessége az elmúlt években az alábbi módon változott:
| Lakosok száma | 237  | 984  | 464  | 360  | 270  | 222  | 266  | 243  | 229  | 229  |
|               | 1717 | 1887 | 1936 | 1960 | 1986 | 2004 | 2009 | 2014 | 2019 | 2024 |